# Veraguas (provins)

Provinsens läge i Panama.

Provinsens flagga.

Provinsen Veraguas (Provincia de Veraguas) är en av Panamas 9 provinser.

## Geografi
Veraguas har en yta på cirka 10 677 km² med cirka 226 600 invånare. Befolkningstätheten är 21 invånare/km².
Huvudorten är Santiago de Veraguas med cirka 40 000 invånare.

## Förvaltning
Provinsen förvaltas av en Gobernador (guvernör), ISO 3166-2-koden är "PA-09".
Veraguas är underdelad i 12 distritos (distrikt) och 95 corregimientos (division):
- Atalaya: 156 km² med

Atalaya, El Barrito, La Montañuela, La Carrillo, San Antonio
- Calobre: 807 km² med

Calobre, Barnizal, Chitra, El Cocla, El Potrero, La Laguna, La Raya de Calobre, La Tetilla, La Yeguada, Las Guías, Monjarás, San José
- Cañazas: 789 km² med

Cañazas, Cerro de Plata, El Picador, Los Valles, San José, San Marcelo, El Aromillo
- La Mesa: 511 km² med

La Mesa, Bisvalles, Boró, Llano Grande, San Bartola, Los Milagros
- Las Palmas: 1 014 km² med

Las Palmas, Cerro de Casa, Corozal, El María, El Prado, El Rincón, Lolá, Pixvae, Puerto Vidal, San Martín De Porres, Viguí, Zapotillo
- Mariato: 1 408 km² med

Llano de Catival o Mariato, Arenas, El Cacao, Quebro, Tebario
- Montijo: 781 km² med

Montijo, Gobernadora, La Garceana, Leones, Pilón, Cébaco, Costa Hermosa, Unión del Norte
- Río de Jesús: 303 km² med

Río de Jesús, Las Huacas, Los Castillos, Utira, Catorce de Noviembre
- San Francisco: 436 km² med

San Francisco, Corral Falso, Los Hatillos, Remance, San Juan, San José
- Santa Fe: 1 921 km² med

Santa Fe, Calovébora, El Alto, El Cuay, El Pantano, Gatú o Gatucito, Río Luis
- Santiago: 976 km² med

Santiago, La Colorada, La Peña, La Raya de Santa María, Ponuga, San Pedro del Espino, Canto del Llano, Los Algarrobos, Carlos Santana Ávila, Edwin Fábrega, San Martín de Porres, Urracá
- Soná: 1 522 km² med

Soná, Bahía Honda, Calidonia, Cativé, El Marañón, Guarumal, La Soledad, Quebrada de Oro, Río Grande,Rodeo Viejo